# UDFj-39546284
Coordenadas:  03h 32m 39.54s, −27° 46′ 28.4″
UDFj-39546284 é a designação dada a uma estrutura estelar relatada em 27 janeiro de 2011, como o objeto luminoso mais antigo, detectado através da observação infravermelha do Telescópio Espacial Hubble. O objeto foi identificado por G. Illingworth (Universidade da Califórnia), R. Bouwens (Universidade da Califórnia e da Universidade de Leiden) e pela Equipe HUDF09, durante 2009 e 2010 e está na constelação de Fornax. 

## Localização
Pensava-se inicialmente, em Novembro de 2012, que ela estaria em redshift z~10, usando os dados fotométricos dos telescópios Hubble e Spitzer, incluindo o Campo Profundo do Hubble. Posteriormente, em Dezembro de 2012, foi relatado que ela estaria possivelmente, em um redshift z = 11.9 recorde, usando dados dos telescópios Hubble e Spitzer,  incluindo o Campo Profundo do Hubble. As análises recentes, de Março de 2013, sugeriram que é mais provável que essa fonte seja um pequeno intruso do redshift, com linhas de emissão extremas no seu espectro, produzindo a aparência de uma fonte redshift muito alta.